# Lepthyphantes mbaboensis
Lepthyphantes mbaboensis är en spindelart som beskrevs av Robert Bosmans 1986. Lepthyphantes mbaboensis ingår i släktet Lepthyphantes och familjen täckvävarspindlar.
Artens utbredningsområde är Kamerun. Inga underarter finns listade i Catalogue of Life.